# Lonicera buchananii
Lonicera buchananii är en kaprifolväxtart som beskrevs av John Henry Lace. Lonicera buchananii ingår i släktet tryar, och familjen kaprifolväxter. Inga underarter finns listade i Catalogue of Life.